# ميا ليهن
ميا ليهن (بالدنماركية: Mia Lyhne)‏ هي ممثلة دانمركية، ولدت في 6 يوليو 1971 في الدنمارك.

## وصلات خارجية
- ميا ليهن على موقع IMDb (الإنجليزية)
- ميا ليهن على موقع ألو سيني (الفرنسية)
- ميا ليهن على موقع أول موفي (الإنجليزية)
- ميا ليهن على موقع قاعدة بيانات الأفلام السويدية (السويدية)
- ميا ليهن على موقع قاعدة بيانات الفيلم (الإنجليزية)
- ميا ليهن على موقع كينوبويسك (الروسية)